# Паэс, Эдгар
Эдгар Рауль Паэс Торалес (исп. Edgar Raúl Páez Torales; род. 13 января 2007) — парагвайский футболист, нападающий клуба «Серро Портеньо».

## Клубная карьера
Паэс — воспитанник клуба «Серро Портеньо». 25 февраля 2024 года в матче против «Соль де Америка» он дебютировал в парагвайской Примере. 